# PGC 6358
LEDA/PGC 6358, auch UGC 1209, ist eine spiralförmige Radiogalaxie vom Hubble-Typ Sd im Sternbild Widder auf der Ekliptik. Sie ist schätzungsweise  Millionen Lichtjahre von der Milchstraße entfernt und hat einen Durchmesser von etwa 100.000 Lichtjahren. Vom Sonnensystem aus entfernt sich das Objekt mit einer errechneten Radialgeschwindigkeit von näherungsweise 4.900 Kilometern pro Sekunde.
Sie gilt als Teil der 17 Mitglieder zählenden Lyons Groups of Galaxies LGG 31 um NGC 673. 
Im selben Himmelsareal befinden sich unter anderem die Galaxien PGC 6339, PGC 6377, PGC 212812, PGC 1402812.